# Преподобна Таиса
Преподобна Таиса је хришћанска светитељка.
Покајана грешница. По рођењу Мисирка. Као и св. Пелагија тако и Таиса провођаше младост своју у разузданом блуду. На зао пут живота беше Таиса упућена и од своје бестидне матере. Но Бог милостиви, који не жели грешнику пропасти но спасења, нађе начина да Промислом Својим чудесним спасе грешну Таису. Један од ученика св. Антонија Великог, Пафнутије Сидонит, чу за Таису, за њен грешни живот, и за отров душевни, којим она троваше душу многих људи, па се реши, да је с Божјом помоћи спасе. Преобуче се, дакле, Пафнутије свети у светско одело, узе један златник оде у град, нађе Таису и даде јој златник. Таиса мислећи да јој тај човек даде златник за нечисто дело, одведе Пафнутија у своју собу. Тада Пафнутије отвори своја благодатна уста и изобличи грехе Таисине и позва је на покајање. Душа и савест у Таиси пробудише се, и Таиса се обли сузама дубоког срдачног покајања. Раздавши све своје имање беднима она се упути у један девојачки манастир, према упутству св. Пафнутија, и ту оста око три године, затворена у једну келију, живећи само о хлебу и води. Пред смрт је посети св. Пафнутије и изведе је, преко њене воље, из келије. Она се ускоро разболи и после кратког боловања предаде своју очишћену и освећену душу Богу. Св. Павле Препрости, други ученик св. Антонија, у визији виде у рају прекрасну обитељ, уготовану од Бога св. Таиси покајници. Упокоји се ова света душа 340. год.
Света Таиса се појављује као лик у Франсовом роману Таида (1890), по којем је касније настала истоимена опера Жила Маснеа (1894) и неми филм (1917).